# Das goldene Schlüsselchen
Das goldene Schlüsselchen (Originaltitel: russisch Золотой ключик, Solotoi kljutschik) ist ein sowjetischer Kinderfilm von Alexander Ptuschko aus dem Jahr 1939.

## Handlung

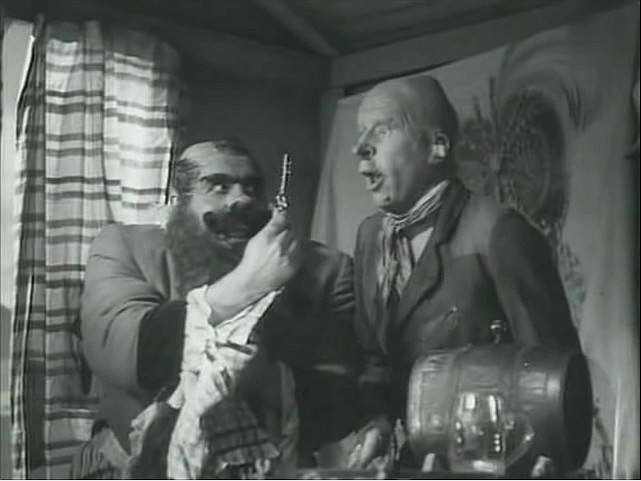
Alexander Schtschagin (l.) und Sergei Martinson in Das goldene Schlüsselchen

Der arme, kinderlose Drehorgelspieler Papa Carlo musiziert auf der Straße und singt dabei über ein Land, in dem alle Kinder zur Schule gehen können. Dorthin gelangt man mit einem goldenen Schlüssel, dessen Verbleib aber unbekannt ist. Die Aufmerksamkeit der Passanten wird aber vielmehr von einem wandernden Puppentheater, das gerade in die Stadt zieht, eingenommen.
Eines Tages erhält Carlo von seinem Freund Giuseppe ein Holzscheit, aus dem er sich eine Puppe schnitzt, die kurz darauf zum Leben erwacht und der er den Namen Buratino gibt. Dieser muss sich sogleich gegen eine Ratte, die so groß ist wie er selbst, wehren. Als Buratino zur Schule gehen soll, hört er unterwegs Musik und die Werberufe der Puppenbühne. Deren Besitzer ist der bösartige Karabas Barabas, der den Betrieb mit Hilfe der Füchsin Alice und des Katers Basilio leitet. Buratino gerät in Karabas' Fänge, freundet sich jedoch mit den Puppen Pierrot und Malwina an. Er erfährt, dass sich der sagenumwobene goldene Schlüssel im Eigentum des Theaterbetreibers befindet. Zusammen mit seinen Gefährten und dem Pudel Artemon gelingt es ihm, Karabas und seinen Vertrauten, den Blutegelhändler Duremar, zu überlisten und das Schlüsselchen an sich zu bringen. Sie flüchten zu Carlo, der damit eine Tür in seiner Wohnung aufschließt. Durch diese gelangen sie in eine unterirdische Welt und finden dort ein großes Buch.
Carlo spielt von nun an wieder auf den Straßen seine Drehorgel und die Puppen präsentieren den Schaulustigen die Darstellungen aus dem gefundenen Druckwerk. Als Karabas und seine Helfer auftauchen, wird ein im Buch gezeigtes fliegendes Schiff real und trägt die Freunde mit sich fort. Karabas' Versuche, sie aufzuhalten, schlagen fehl und er wird von den Umstehenden verspottet.

## Hintergrund
Das goldene Schlüsselschen war nach Der neue Gulliver (1935) der zweite Spielfilm von Alexander Ptuschko, in dem Realfilmszenen und Animationen kombiniert wurden. So wird z. B. die Hauptfigur wechselweise von einer Puppe und von der Schauspielerin Olga Schaganowa dargestellt. Zugleich war es Ptuschkos erste Regiearbeit, bei der er nicht am Drehbuch beteiligt war. Außerdem stellte Das goldene Schlüsselschen seinen letzten Schwarz-weiß-Film sowie seine letzte Arbeit vor dem Deutsch-Sowjetischen Krieg dar. Danach konzentrierte sich Ptuschko ausschließlich auf den Realfilm.
Das Skript basiert auf Alexei Tolstois Kinderbuch Das goldene Schlüsselchen oder die Abenteuer des Burattino (1936), in dem er das Pinocchio-Motiv verarbeitete. Sowohl der Autor selbst wie auch seine vierte Ehefrau Ljudmila waren am Filmdrehbuch beteiligt.
Alexander Schtschagin gab hier sein Filmdebüt und zugleich einzige Hauptrolle, während Tamara Adelgeim, Benjamin Gut und Georgi Uwarow in Das goldene Schlüsselchen zum jeweils letzten Mal vor der Kamera standen. Für Olga Schaganowa und Rausa Chairowa waren es die jeweils einzigen Filmrollen.
Das im Film intonierte Lied Далеко- далеко, за морем,
стоит золотая стена... (Daleko-daleko, sa morem, stoit solotaja stena...) wurde von dem Operninterpreten und Tenor Anatoli Orfjonow gesungen.

## Veröffentlichungen
Das goldene Schlüsselchen feierte am 1. Juli 1939 in der Sowjetunion Premiere, am 20. Dezember desselben Jahres folgte die Erstaufführung in den Vereinigten Staaten. In der SBZ wurde der Film ab dem 12. April 1949 gezeigt, am 1. März 1953 im Fernsehzentrum Berlin der DDR. Verantwortlich für die Synchronisation zeichnete die DEFA. Ptuschkos Werk wurde darüber hinaus auch in diversen anderen europäischen und amerikanischen Staaten vertrieben. Am 7. Oktober 2004 erschien Das goldene Schlüsselchen in Russland und im Jahr 2013 durch Icestorm Entertainment in Deutschland auf DVD.
Neben der Originalversion aus dem Jahr 1939 existiert auch eine 1959 veröffentlichte restaurierte Fassung.
1985 lief der Film in der Rubrik Retrospektive bei den Internationalen Filmfestspielen Berlin.

## Rezeption
Im Lexikon des internationalen Films wurde Ptuschkos Werk als „fantasievolle Inszenierung“ gelobt.

## Trivia
Sergei Martinson und Ljudmila Tolstaja waren auch an dem Zeichentrickfilm Приключения Буратино (Prikljutschenija Buratino, 1959), einer weiteren Adaption von Tolstois Kinderbuch, beteiligt.